# Moorleiche von Pangerfilze
Die Moorleiche von Pangerfilze auch Moorleiche von Kolbermoor wurde 1927 im Moor Panger Filze bei Kolbermoor im oberbayerischen Landkreis Rosenheim gefunden. Die aus dem 18. Jahrhundert stammende Leiche gehört neben der Frau von Peiting zu den wenigen, dokumentierten Funden von Moorleichen aus Bayern.

## Fundort
Das Moor Panger Filze, dessen ältere Bezeichnungen auch Pangerfilze oder Hochfilze lauten, liegt im Umkreis des heutigen Kolbermoorer Ortsteils Schlarbhofen. Das Hochmoor wurde seit 1889 entwässert und zur Torfgewinnung genutzt. Aufgrund der Entwässerung sank die Mooroberfläche bis in die 1920er Jahre um bis zu 80 Zentimeter ab und hatte an der Fundstelle eine Tiefe von etwa 2,50 Metern. In den 1950er Jahren wurde das Moor von Neusiedlern als Ackerland endgültig urbar gemacht.

## Fund
Am 11. Juni 1927 stießen zwei Arbeiter beim Torfstechen auf eine menschliche Leiche. Sie vermuteten ein Verbrechen und benachrichtigten umgehend die Polizei. Der Fund wurde von einer Untersuchungskommission der Kriminalpolizei geborgen. Die Leiche lag auf dem Bauch in einer Tiefe von 75 Zentimetern unterhalb der Oberfläche und war mit einigen Fichtenzweigen abgedeckt. Nach Aussage der Finder waren im Torf keine Eingrabungsspuren erkennbar. Die Leiche war mit einem Lodenmantel, einer Jacke, einer Weste und einem Filzhut bekleidet. Daneben wurden einige Lederriemen im Bereich des Halses, Teile von Lederschuhen, der Holzgriff eines Taschenmessers, verrotteter Sackleinen und etwa zwei Dutzend Eicheln gefunden. Die Funde wurden in einer Kiste verpackt zur weiteren Untersuchung an die Gerichtsmedizin nach München gebracht.
Fundort: 47° 50′ 0″ N, 12° 2′ 20″ O

## Befunde
Der Körper war gut erhalten und durch den Druck der darüber liegenden Moorschichten auf eine Stärke von fünf bis acht Zentimeter zusammengedrückt. Die Körpergröße der Moorleiche von Pangerfilze betrug etwa 170 Zentimeter. Aufgrund der Bauchlage war die vordere Körperhälfte besser erhalten als die rückseitige. Die Weichteile waren dunkelbraun verfärbt und von lederartiger Konsistenz. Das Geschlecht konnte aufgrund der im Beckenbereich deutlich sichtbaren, breitgedrückten äußeren Geschlechtsorgane sicher als männlich bestimmt werden. Bei der Bergung wurde ein Oberschenkel durch den Stich eines Stechscheites abgetrennt. Wie bei anderen Moorleichen waren die Knochen durch die Lagerung in der sauren Moorflüssigkeit stark entkalkt, von dunkel- bis schwarzbrauner Farbe, biegsam und ließen sich mit einem Messer leicht schneiden. Das Skelett lag in weiten Teilen vollständig vor, lediglich einige Hand- und Fußwurzelknochen waren nicht mehr erhalten. Die Knorpelschichten waren in einem guten Zustand. Die Weichteile des Kopfes waren stärker vergangen. Der bei der Bergung anwesende Mediziner der Staatsanwaltschaft Traunstein Prof. Merkel berichtete, dass die Weichteile des Kopfes wie eine Gesichtsmaske vom Schädel rutschten. Die Knochen der linken Schädelseite waren weit weniger entkalkt und ebenso weniger verfärbt als die übrigen Knochen. Wiederum gut erhalten waren die Kopfhaare des Mannes. Sie waren gelockt, hatten eine Länge von etwa 15 Zentimeter, waren dunkel- bis rotbraun verfärbt und saßen nur noch sehr lose in der Kopfhaut. Mikroskopisch waren die Markkanäle sichtbar, jedoch konnten keine Pigmenteinlagerungen identifiziert werden. Im Gebiss des Mannes waren im linken Oberkiefer zwei Molaren und im Unterkiefer drei Schneidezähne vorhanden, die jedoch alle stark abgekaut waren. Innere Organe ließen sich nicht mehr nachweisen; lediglich im Schädel lagen Reste des Gehirns als breiige Masse vor. Die Haut bestand überwiegend nur noch aus der Lederhaut, deren Epidermis fast vollständig vergangen war. Zudem war die Haut durch die Bergung und anschließende Entfernung anhaftender Torfschichten beschädigt worden. Das Fettgewebe war nur noch an wenigen Stellen als krümelige Masse erkennbar. Das Muskelgewebe war in großen Teilen erhalten und zahlreiche Muskelfaserstränge ließen sich über längere Strecken klar verfolgen; das die Muskelfasern umgebende Bindegewebe war jedoch aufgelöst.

### Kleidung
Zusammen mit der Leiche wurde ein nahezu vollständiger Satz Kleidung gefunden. Die Kleidung bestand im Einzelnen aus:
- einem großen braunen Hut mit breiter Krempe aus dickem Filz von ursprünglich schwarzer oder grüner Farbe.
- Teilen eines Lodenmantels aus einem groben gelbbraunem Wollstoff, mit regelmäßigen dunkleren Eindrücken am linken Rand, die vermutlich Teil eines Verschlusses waren. Der Mantel wies auf dem linken Vorderteil zwei Schnitte von 13 und 15 Zentimetern Länge, am rechten Vorderteil einen von 4 Zentimetern und am rechten Unterärmel einen von 13 Zentimetern Länge auf.
- einer gelbbraunen Joppe, ohne Kragen, Taschen, Knöpfe, Knopflöcher oder Ärmelaufschläge, die ebenfalls aus einem groben Wollstoff gefertigt war. Sie hatte am Rückenteil zwei Schnitte von 7 Zentimetern und vier von 4 Zentimetern Länge.
- einer rotbraunen Weste mit einer Länge von 70 Zentimetern auf der Vorderseite, 33 Zentimetern auf der Rückseite und Schulterträgern von 4 Zentimetern Breite. Das Rückenteil der Weste wies drei Einschnitte von 5 bis 6 Zentimetern Länge auf.
- einem Paar Lederhosenträger aus braunen Lederstreifen, die vorne und hinten durch je einen Quersteg verbunden und mit rotem Filz unternäht waren.
- losen Teilen eines Paares brauner Halbschuhe.
- einem Brustbeutel aus braunem Leder.

Alle Nähte der Kleidung waren aufgelöst, was auf eine Verwendung von Leinengarn als Nähmaterial zurückzuführen war, das sich in dem sauren Moormilieu nicht erhält. Die losen Teile wurden von einem Sachverständigen wieder zusammengenäht. Die Kleidungsstücke wurden von verschiedenen Sachverständigen für Volkstrachten begutachtet, die übereinstimmend bestätigten, dass die gefundene Tracht in Passeier, aber auch im Sarntal, Pustertal und der Gegend um Reutte von Jägern und Förstern getragen wurde. Untersuchungen der Stoffproben an der Preußischen Höheren Fachschule für Textilindustrie in Cottbus ergaben, dass die Wollfasern hervorragend erhalten waren. Die Wolle enthielt zudem feine Haare aus dem Unterfell und grobe, hohlröhrige Grannen- oder Stichelhaare, was auf eine ursprüngliche, nicht auf Wollertrag gezüchtete Schafrasse und eine nicht industrielle Wollverarbeitung hindeutete. Die Wolle wurde vor dem manuellen Spinnen nicht besonders vorbereitet und ergab ein auffällig dickes und grobes Gewebe, das zudem sehr stark gewalkt wurde. Die Schussfäden waren Z- und die Kettfäden S-gezwirnt, was bei modernen, industriellen Geweben nicht mehr üblich war und auf ein hohes Alter des Gewebes deutete. Ebenso geht das Fehlen einer Hose vermutlich darauf zurück, dass diese aus Leinen war und durch die Moorsäure zersetzt wurde.
Neben der Kleidung wurde der hölzerne Griff eines Klappmessers gefunden, dessen eiserne Bestandteile durch die Säuren im Moor vollständig aufgelöst waren. Außerdem fanden sich stark zersetzte Reste eines sehr groben sackleinenartigen Gewebes.

### Datierung
Die Datierung der Moorleiche in das 18. Jahrhundert erfolgte primär textiltypologisch aufgrund der aufgefundenen Kleidungsmerkmale. Insbesondere die Lederhosenträger, die erst Anfang des 18. Jahrhunderts aufkamen, bestätigen, dass der Tote nicht früher in das Moor gelangt sein konnte. Nach Dr. Jacobs, dem Oberkonservator des Bayerischen Nationalmuseums könnte der Todeszeitpunkt des Mannes im 18. bis in den Anfang des 19. Jahrhunderts liegen. Weitere Datierungsmethoden, die bei anderen Moorleichenfunden Anfang des 20. Jahrhunderts angewendet wurden, wie die Tiefe der Moorschicht oder Pollenprofil konnten nicht herangezogen werden, da sie bei der Bergung durch die Kriminalpolizei nicht berücksichtigt wurden.

## Verbleib
Der Verbleib der Überreste der Moorleiche von Pangerfilze und deren Habseligkeiten kann heute aufgrund verlorener Unterlagen nicht mehr sicher rekonstruiert werden. Möglicherweise wurde sie nach der gerichtsmedizinischen Untersuchung und der Feststellung ihres Alters an die Anatomische Anstalt übergeben, da im späteren Bestand des Instituts eine nicht näher bezeichnete männliche Moorleiche geführt wurde. Nach Angaben des Zeitzeugen Reinhard Aigner vermutet Brigitte Haas-Gebhard, die Leiterin der Abteilung Mittelalter/Neuzeit der Archäologischen Staatssammlung, dass nach der Zerstörung der Alten Anatomie, in der sich die Sammlung des Instituts befand, bei den amerikanischen Bombardierungen des Münchner Klinikviertels am 22. September 1944 die Überreste der Moorleiche aus dem Schutt geborgen und aufgrund ihrer gravierenden Beschädigungen schließlich bestattet wurde. Weder in den geretteten Archivbeständen der Anatomischen Anstalt noch des Rechtsmedizinischen Instituts existieren Unterlagen über den Verbleib der Moorleiche. Lediglich im Archiv des Bayerischen Nationalmuseums existiert ein Steckbrief, mit dem nach der gefundenen Person gefahndet wurde.

## Deutung
Bei der Obduktion der Leiche ließ sich, abgesehen von den offensichtlich durch die Bergung verursachten Beschädigungen, nur eine oberflächliche Verletzung am linken Schulterblatt erkennen. Die Schnitte in der Kleidung waren höchstwahrscheinlich auf die Arbeiten beim Torfstich zurückzuführen, was sich nach dem Zusammennähen der Kleidungsteile bestätigte. Jedoch deckten sich diese Schnitte nicht mit dem Schnitt am Schulterblatt der Leiche. Für eine gewaltsame Tötung konnten keine Nachweise gefunden werden. Der Tote war mit Fichtenzweigen bedeckt, was gegen einen Unfalltod im Moor sprach. Ob es sich hier möglicherweise um ein Begräbnis eines Heimatlosen außerhalb eines Friedhofs handelt, lässt sich ebenfalls nicht klären.
Der Fund führte in der altertumswissenschaftlichen Fachwelt zur Erkenntnis, dass die Mumifizierungs- und Konservierungsprozesse menschlicher Körper in Mooren in sehr viel kürzerer Zeit erfolgten, als bisher aufgrund der vor- und frühgeschichtlichen Moorleichenfunde aus Nordeuropa vermutet wurde. Maria Gabriel äußerte die Ansicht, dass dieser Umstand vor allem auch für die Rechtsmedizin relevant werden könnte, und regte experimentelle Untersuchungen zu den Konservierungsvorgängen in Mooren an.